# Pauta-bomba
Pauta-bomba é como é chamado no Brasil o projeto de lei que gera gastos públicos e que está na contramão do ajuste fiscal, dificultando que se atinja a meta fiscal. Ou seja, são medidas que causam impacto nos cofres públicos.
Como exemplos, pode-se citar os ajustes salariais ou o bloqueio de novas formas de arrecadação.
Este tema ficou em voga em 2015 com a crise politica e econômica daquele ano. Em retaliação ao governo, o presidente da Câmara dos Deputados, Eduardo Cunha, e seus aliados, aprovaram várias "pautas-bomba" que dificultaram ainda mais a governabilidade da presidente Dilma Rousseff.